# 4803 Birkle
4803 Birkle (1989 XA) là một tiểu hành tinh vành đai chính được phát hiện ngày 1 tháng 12 năm 1989 bởi Baur, J. M. ở Chions.